# Шкотска народна ношња
Традиционална шкотска ношња, која се другачије назива планинска ношња (енгл. highland dress), доста се разликује од свих осталих. Женска ношња није толико неуобичајена колико мушка, пре свега због килтова.

## Мушка ношња
Мушка традиционална ношња Шкотске састоји се од килта, спорана, sgian dubh (мали нож), чарапа за килт и гилиса (традиционална обућа).
У Шкотској постоји неколико врста мушке одећа: 
- неформална,
- полу-формална,
- формална
- и древна килт одећа.

Неформална одећа обично укључује килт, Јакобитску кошуљу, споран, каиш и копчу, чарапе за килт и килт иглу. Али ова одећа уопште није стриктна, могу се одавати разни детаљи и украси. То је свакодневна ношња.
Полуформална ношња је више званична, али ипак, она се може користити и као свакодневна одећа. Укључује килт, килт кошуљу, аргиле јакну, споран, каиш и копчу, килт чарапе, гилис и килт иглу.
Потпуно формална одећа је врло званична и користи се за пријеме, формалне састанке, фестивале и друге догађаје. Укључује килт, килт кошуљу, принц Чарли јакну, споран, каиш и копчу, килт чарапе и гилис.
Древна килт одећа је историјска и традиционална ношња. Такви килтови су направљени за врло хладно време. Носи се са Јакобитском кошуљом, кожним прслуком, наруквицама и чизмама. Али прибор се разликује.

## Женска ношња
Женска ношња није толико чудна као мушка. Обично се састоји од дуге сукње која личи на килт и шала.
Друга варијанта је женски килт (ерасид) и блуза.
Историјски гледано шкотске жене нису носиле килтове, али носиле су тартанске сукње различитог реза и модела. Женски килт је био прилично популаран, када се појавио у 16. веку. Направљен је од вуне, али понекад су се носили и свилени килтови. Женски килт није користио толико тканине колико мушки.